# Nationale 1953-1954
La Nationale 1953-1954 è stata la 32ª edizione del massimo campionato francese di pallacanestro maschile. La vittoria finale è stata ad appannaggio del R.C. de France.

## Risultati

### Fase a gironi

#### Gruppo A
|    | Squadra        | G  | V  | N | P  | PF | PS | P.ti | Qualificazione           |
| -- | -------------- | -- | -- | - | -- | -- | -- | ---- | ------------------------ |
| 1. | R.C. de France | 14 | 10 | 0 | 4  | 0  | 0  | 34   | finale                   |
| 2. | Roanne         | 14 | 7  | 2 | 5  | 0  | 0  | 30   |                          |
| 3. | Mulhouse       | 14 | 8  | 0 | 6  | 0  | 0  | 30   |                          |
| 4. | Marly          | 14 | 6  | 3 | 5  | 0  | 0  | 29   |                          |
| 5. | Montferrand    | 14 | 7  | 0 | 7  | 0  | 0  | 28   |                          |
| 6. | Auboué         | 14 | 6  | 1 | 7  | 0  | 0  | 27   |                          |
| 7. | Championnet    | 14 | 4  | 2 | 8  | 0  | 0  | 24   | retrocesse in Excellence |
| 8. | Nilvange       | 14 | 4  | 0 | 10 | 0  | 0  | 22   | retrocesse in Excellence |

#### Gruppo B
|    | Squadra          | G  | V  | N | P  | PF | PS | P.ti | Qualificazione           |
| -- | ---------------- | -- | -- | - | -- | -- | -- | ---- | ------------------------ |
| 1. | ASVEL            | 14 | 13 | 0 | 1  | 0  | 0  | 40   | finale                   |
| 2. | P.U.C.           | 14 | 10 | 1 | 3  | 0  | 0  | 35   |                          |
| 3. | AGL Fougères     | 14 | 8  | 1 | 5  | 0  | 0  | 31   |                          |
| 4. | Le Havre         | 14 | 6  | 0 | 8  | 0  | 0  | 26   |                          |
| 5. | EV Bellegarde    | 14 | 6  | 0 | 8  | 0  | 0  | 26   |                          |
| 6. | ABC Nantes       | 14 | 4  | 0 | 10 | 0  | 0  | 22   |                          |
| 7. | AS Saint-Étienne | 14 | 4  | 0 | 10 | 0  | 0  | 22   | retrocesse in Excellence |
| 8. | O. Marsiglia     | 14 | 4  | 0 | 10 | 0  | 0  | 22   | retrocesse in Excellence |

### Fase finale
| Squadra 1      | Risultato | Squadra 2 |
| -------------- | --------- | --------- |
| R.C. de France | 66-57     | ASVEL     |

| Nationale 1953-1954      |
| ------------------------ |
| R.C. de France 3º titolo |

## Formazione vincitrice
| N° | Naz.               | Ruolo | Sportivo           |  | Alt. |  |
| -- | ------------------ | ----- | ------------------ |  | ---- |  |
|    | Francia (bandiera) | G     | Robert Monclar     |  | 196  |  |
|    | Francia (bandiera) | A     | Jean Perniceni     |  | 183  |  |
|    | Francia (bandiera) | A     | Jacques Freimuller |  | 182  |  |